# Bagre marinus
Bagre marinus är en fiskart som först beskrevs av Mitchill, 1815.  Bagre marinus ingår i släktet Bagre och familjen Ariidae. Inga underarter finns listade.

## Bildgalleri

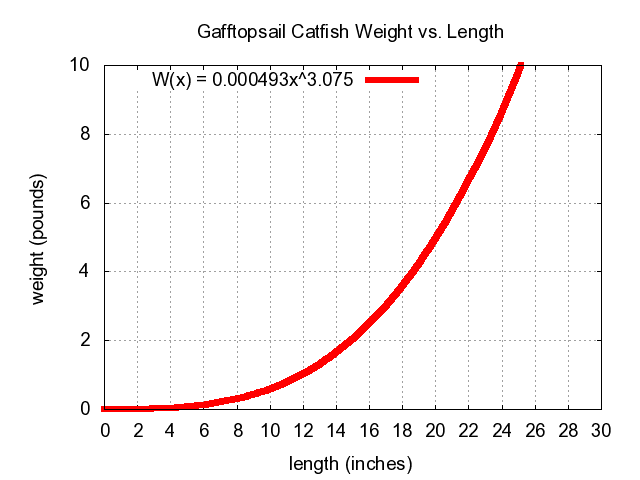